# Carmen contra paganos
Le Carmen contra paganos est un texte chrétien antipaïen datant de la fin du IVe siècle, présenté sous la forme d'un poème latin de 122 hexamètres dactyliques, dont un seul exemplaire a été découvert dans un manuscrit du VIe siècle. Son auteur, le ou les destinataires et le personnage ciblé par ce pamphlet sont inconnus. Les hypothèses déduites de l'étude du texte et actuellement privilégiées sont Nicomaque Flavien, mort par suicide en 394,  ou Vettius Agorius Praetextatus, mort en 384, tous deux aristocrates romains défenseurs de la religion traditionnelle, consuls et préfets.

## Découverte du texte
Le Carmen contra paganos n'est connu que par un seul manuscrit du début VIe siècle appartenant à la bibliothèque d'un certain Vettius Agorius Basilius Mavortius, consul en 527, et regroupant des textes du poète Prudence. Quelques fragments ont été publiés à partir du XVIIe siècle, le texte latin complet a été découvert en 1867 par Léopold Delisle dans les trois derniers feuillets en semi-onciale  du manuscrit. Faute d'indication d'un titre, le texte est désigné comme le Carmen contra paganos. Charles Morel en fait la première édition critique et commentée en 1868. Le manuscrit, référencé Codex Parisianus lat. 8084, est conservé à la Bibliothèque nationale de France.
La publication en 1998 du texte latin transcrit par Aldo Bartalucci est celle qui fait autorité en ce début de XXIe siècle. Quoiqu'il témoigne par ses citations d'une bonne connaissance des auteurs classiques, dont l'évocation des anciens cultes par Virgile, le poème est d'une médiocre qualité littéraire.
Lors de l'analyse des fonds anciens de la bibliothèque en 1978-1981, François Dolbeau retrouve la mention d'une copie du Carmen dans le catalogue des manuscrits de l'abbaye Saint-Pierre de Lobbes (Belgique), qui référence un recueil des poésies chrétiennes des IVe et Ve siècles. La copie proprement dite du Carmen contra paganos a disparu dans un des incendies qui ont frappé l'abbaye, toutefois le catalogue qui a été conservé la référence sous le titre précis de Damasi episcopi versus de Praetextato preafecto urbis. La correspondance avec le Carmen est confirmée par la présence de vers du poème que le moine bibliothécaire Hériger de Lobbes a inséré dans sa rédaction d'une vie de saint Ursmer, qu'il a pu lire au Xe siècle, quand la copie n'était pas encore détruite.

## Thèmes abordés
Le Carmen contra paganos est un texte chrétien de polémique antipaïenne vraisemblablement rédigé à la fin du IVe siècle apr. J.-C. Sous un titre générique se cache une attaque virulente et acerbe contre un préfet resté païen en des temps où l'édit de Thessalonique promulgué par Théodose Ier impose le christianisme nicéen comme la religion d'État de l'Empire. En position de force, les chrétiens sont cependant conscients de la persistance encore vivace des religions traditionnelles dans la société romaine et comprennent que le paganisme n'est pas le « mort en sursis » souvent décrit. La nécessité se fait donc sentir d'attaquer, encore une fois, le paganisme, pour dénoncer ses dogmes et pratiques, préserver les fidèles de ses séductions et prévenir un retour en force.
Les premiers vers (1 à 24) interpellent les nobles romains (proceres) vénérant des dieux sans morale, Jupiter le séducteur et Vénus, amoureuse de l'enfant Adonis. La suite est une attaque contre le préfet qui administra la Ville (Rome antique) et qui vient de mourir. Ses pratiques religieuses sont dénigrées, telle que la pratique répugnante des haruspices, les banquets publics, le taurobole, le culte de Cybèle et la célébration des Megalesia. Il luiest  reproché d'avoir pousser des chrétiens à l'apostasie (vers 78-86). Les nombreuses divinités qu'il implore, Mercure, Cérès, Proserpine, Anubis, ne lui ont été d'aucune aide face à la mort, et les supplications religieuses de sa veuve n'ont d'autre effet que de le précipiter dans l'enfer du Tartare (vers 116-120).

## Identité de la cible duCarmen contra paganos
La cible de ces vers est interpelée dès le premier vers (dicite, « dites-moi ») mais n'est pas nommée, les seuls indices sont sa haute qualité, comme porteur de la toge prétexte,  et ses titres de consul et de praefectus, ce dernier prouve qu'il s'agit d'un préfet. Les vers 110 à 122 parlent de sa mort récente, à une soixantaine d'années, et de sa veuve éplorée, ainsi que son successeur Symmaque.
Pour Léopold Delisle et pour Charles Morel, il s'agit du préfet Nicomaque Flavien, préfet du prétoire d'Illyrie, d'Italie et d'Afrique, consul en 394 et fervent soutien de l'usurpateur Eugène (392-394), adversaire de Théodose Ier. C'est enfin dans les armées d'Eugène, vaincu à la bataille de la rivière froide, que Nicomaque Flavien se donne la mort le 6 septembre 394. Cette proposition d'identification est validée par Theodor Mommsen en 1880 et suivie par la plupart des critiques ultérieurs, au point que le poème est parfois désigné sous le titre Carmen adversus Flavianum.
D'autres hypothèses sont proposées au siècle suivant : 
- En 1960, Giacomo Manganaro fait de Gabinius Barbarus Pompeianus, préfet de Rome de décembre 408 à février 409, mort en 409 le personnage du Carmen contra paganos[14]. L'hypothèse se trouve invalidée par le fait que Pompeianus n'a jamais été consul, charge qu'a pourtant occupé le destinataire du poème[15].

- En 1974, Santo Mazzarino suggère Lucius Aurelius Avianius Symmaque, père du célèbre orateur Quintus Aurelius Symmaque (dont Charles Morel faisait une piste probable[16]. Préfet de la Ville en 364-365, désigné consul pour 377, mais décédé en 376 avant d'entrer en charge, il apparaît comme un candidat possible[14].
- En 1979, Lellia Cracco-Ruggini[17] rejette l'hypothèse Nicomaque Flavien, dont le paganisme formaliste très attaché au culte traditionnel correspond mal à la dévotion décrite dans le Carmen, plus personnelle et teintée d'orientalisme d'un homme qui se fait l'adepte de cultes tel celui d'Anubis[18]. De surcroit, le préfet du Carmen meurt d'une crise d'hydropisie (post hydropem au vers 121) après une longue maladie (tracta morte au vers 27) , et non d'un suicide, fin spectaculaire ignorée du Carmen[19]. Lellia Cracco-Ruggini exploite la découverte de François Dolbeau de la référence à une copie du poème titrée Damasi episcopi versus de Praetextato preafecto urbis. Elle retient ainsi Vettius Agorius Praetextatus, dit Prétextat, préfet du prétoire d'Illyrie et d'Italie en 384, consul désigné pour 385, et décédé à l'automne 384[14], et dont la liste de ses sacerdoces païens est bien connue par son monument funéraire[20]. Prétextat est d'après son nom l'ancêtre probable de Vettius Agorius Basilius Mavortius, possesseur de la bibliothèque qui a conservé le texte du Carmen contra paganos[21]. La liste des cultes dont fait mention le Carmen correspond davantage aux sacerdoces de Prétextat qu'à ceux de Symmaque.
- en 2004, Altay Coscun reprend la question en faveur de Nicomaque Flavien, qui réunit tous les indices lors de l'année 394 : païen avéré, consul, préfet du prétoire et décès[14]. Selon cette dernière interprétation, le Carmen contra paganos aurait été écrit à l'automne 394 ou au début 395[14].

Les thèses en cours en ce début du  XXIe siècle se divisent entre Nicomaque Flavien pour Catherine Cousin et Vettius Agorius Praetextatus, retenu par Anne-Marie Boxus et Jacques Poucet.

## L'auteur inconnu duCarmen contra paganos
François Dolbeau voit dans l'auteur de ces hexamètres l'évêque de Rome Damase, disparu en 384, sur la foi d'un manuscrit copie du Carmen, qui l'attribue à ce pontife sous le titre Damasi episcopi versus de Praetextato praefecto. Il semble toutefois peu vraisemblable que Damase, ayant à l'égard de Prétextat une dette importante, profite de la mort de ce dernier pour le discréditer dans un pamphlet virulent : Damase en effet doit en partie son titre à l'intervention du  Prétextat, préfet de Rome de 367 à 368 et responsable de l'ordre public. Dans la lutte violente de Damase contre Ursin et ses partisans, Prétextat l'a considérablement aidé en promulguant à l'égard de ces derniers des décrets d'expulsion décisifs. Mais leurs rapports pouvaient se manifester par l'ironie supérieure de Prétextat, spectateur de l'acharnement des luttes entre factions chrétiennes pour le siège épisopal : Jérôme de Stridon cite ainsi la plaisanterie de Prétextat adressée à Damase « Fais-moi évêque de Rome, et je deviendrai chrétien ! ».  
Des chrétiens présents dans l'entourage de Damase sont clairement hostiles au préfet Prétextat puis à sa veuve. Exemple le plus connu, Jérôme de Stridon, assistant de Damase de 382 à 384 puis retourné en Palestine en 385, montre dans sa correspondance avec les dames pieuses de Rome une haine tenace contre Prétextat en imaginant ses souffrances en enfer. Si Jérôme n"est pas l'auteur du Carmen contra paganos, son animosité est symptomatique de l'opinion d'une partie de la société de la ville de Rome. Pour Lellia Cracco-Ruggini, le Carmen contra paganos a pu être composé par un membre de cette société, et par la suite attribué à Damase, nom plus notoire et contemporain de Prétextat, selon une tradition courante chez les copistes.